# Alessandrite
L'alessandrite è una rara varietà di crisoberillo, che presenta frequentemente cangianza mostrando colore rosso se illuminata con luce artificiale e colore verde quando illuminata con luce naturale (l'immagine mostra la differenza).
L'effetto è dovuto alla sostituzione, in piccola parte, dell'alluminio con il cromo. 
Le stesse impurità di cromo sono presenti anche nel corindone (che in tal caso viene chiamato rubino) e nello smeraldo. Anche in quest'ultimo caso il cromo è causa di un effetto di cangianza: alla luce lo smeraldo appare verde, mentre alla luce ultravioletta appare rosso per fluorescenza.

## Generalità
L'alessandrite può essere tagliata in varie forme, e gli esemplari che mostrano maggiore cangianza possono avere prezzi molto elevati. In casi rarissimi può presentare il fenomeno del gatteggiamento (nella varietà cosiddetta "occhio di gatto").
L'alessandrite è al quinto posto fra le dieci gemme più rare e più costose al mondo. A seconda del grado di qualità e purezza il suo prezzo può oscillare fra i 5.000 e i 12.000 euro al carato.

## Origine e storia
Venne scoperta nel 1833 in una miniera di smeraldi (Izumrudnye Kopi) sui monti Urali, nei pressi del fiume Tokovaya, dal mineralogista finlandese Nils Gustaf Nordenskjöld, che la chiamò originariamente diafanite. Il nome di alessandrite le fu dato l'anno seguente dal conte L. A. Perovskij, che offrì la gemma al futuro zar Alessandro II di Russia, nel giorno del suo sedicesimo compleanno. Nel 1842 Nordenskjöld pubblicò il primo rapporto scientifico su questa gemma, annunciando nello stesso tempo la scoperta di uno dei granati verdi più pregiati, da lui denominato demantoide.

## Caratteristiche fisiche

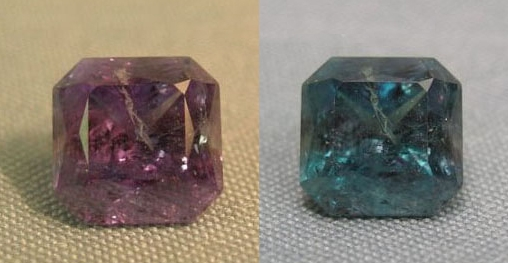

L'alessandrite presenta il fenomeno del tricroismo, per cui ogni cristallo contiene tre colori: verde, rosso e giallo, la cui intensità muta a seconda del punto di osservazione. Ciò comunque non è connesso con il suddetto fenomeno della cangianza, la quale, più precisamente, dipende dalla qualità della fonte luminosa e dal modo in cui il cromo assorbe e riflette la luce. Luce naturale e luce artificiale hanno una diversa quantità di colori dello spettro (blu, verde, arancio, rosso, violetto e giallo). Il cromo assorbe il giallo quando la luce bianca passa attraverso l'alessandrite, sdoppiandosi in parti uguali di blu e verde. La luce solare è più equilibrata, contenendo una quantità maggiore del tipo di verde preferito dal nostro occhio: così l'alessandrite appare verde-blu in condizioni di luce naturale, mentre sotto una luce artificiale (che contiene più rosso) il suo colore volge verso un rosso porpora. Maggiore è la concentrazione di cromo, maggiore è pure il cambiamento di colore.
L'alessandrite è una gemma di tipo II, pertanto può presentare inclusioni, in specie in esemplari che superino il carato. Ma le inclusioni non pregiudicano il suo valore, che è dato esclusivamente dalla maggiore o minore cangianza.

## Giacimenti
Ai nostri giorni l'originaria miniera russa è ormai quasi del tutto esaurita. Attualmente l'alessandrite si estrae in Brasile, Birmania, Madagascar, Mozambico, Sri Lanka, Tanzania e Zimbabwe. Il maggiore e più importante produttore resta comunque l'India.